# Капчик Петро Михайлович
Петро Михайлович Капчик (біл. Пятрусь Капчык; 1944, Жлобин (за іншими даними — с. Рівнопілля Руденського (тепер — Пуховицького) району), Гомельська область, Білоруська РСР, СРСР — 4 травня 2020) — білоруський письменник, педагог, журналіст. Представник білоруської діаспори в Україні, очолював спілку білоруської культури «Зорка Венера» в Ізяславі.
Працював у книжному магазині та навчався на факультеті журналістики Білоруського державного університету. Через політичні переконання навчання в БДУ не вдалося закінчити. Пізніше закінчив філологічний факультет Дагестанського державного університету в Махачкалі й отримав диплом з відзнакою. 
Працював у Таджикській РСР в газеті «Кулябська правда». З 1983 року проживав у місті Ізяслав, де вчителював у місцевій школі. Добре володів та вважав для себе рідними білоруську, українську, російську та польську мови. У школі викладав польську мову.
Автор низки оповідань та гуморесок білоруською мовою.
Помер 4 травня 2020 року.